# Marius Garten
Marius Garten (* 8. Februar 1988 in Berlin) ist ein deutscher Eishockeyspieler, der seit 2020 beim Herforder EV in der Oberliga Nord unter Vertrag steht.

## Karriere
Marius Garten stammt aus dem Nachwuchsbereich der Berlin Capitals. Zwischen 2003 und 2006 spielte er für die Jungadler Mannheim in der Deutschen Nachwuchsliga und gewann die Meisterschaft der Liga dreimal in Folge. Zudem spielte er in diesem Zeitraum in fünf Partien für den ERC Mannheim in der Regionalliga sowie in einer Partie für die Heilbronner Falken in der Oberliga. Anschließend wechselte der Flügelspieler zu den Eisbären Berlin in die Deutsche Eishockey Liga. Hauptsächlich spielte er während seiner Zeit bei den Hauptstädtern jedoch für die Eisbären Juniors Berlin in der Oberliga.
Im Sommer 2008 wurde der Rechtsschütze vom REV Bremerhaven aus der 2. Bundesliga verpflichtet, für den er in der Saison 2008/09 in insgesamt 45 Spielen zehn Scorerpunkte, darunter vier Tore, erzielte. Zur Saison 2011/2012 wechselt Marius Garten innerhalb der Liga zu den Hannover Indians.
Im Sommer 2013 absolvierte er das Sommertraining bei den Dresdner Eislöwen und erhielt kurz vor Saisonbeginn einen Vertrag über ein Jahr Laufzeit. Ein Jahr später kehrte Garten zu den Fischtown Pinguins zurück. Im Januar 2015 kehrte er nach 29 Spielen für die Pinguins ohne Torerfolg zu den Eislöwen zurück.

### International
Für Deutschland nahm Garten an der U18-Junioren-Weltmeisterschaft 2006 teil, bei der er mit seiner Mannschaft den achten Platz belegte.

## Erfolge und Auszeichnungen
- 2004 Meister der Deutschen Nachwuchsliga mit den  Jungadler Mannheim
- 2005 Meister der Deutschen Nachwuchsliga mit den Jungadler Mannheim
- 2006 Meister der Deutschen Nachwuchsliga mit den Jungadler Mannheim

## Statistik
(Stand: Ende der Saison 2008/09)